# 勝山町 (千葉県)
勝山町（かつやままち）は、千葉県安房郡（平郡）にかつて存在した町である。
現在の安房郡鋸南町の南部に位置している。江戸時代には安房勝山藩（明治時代に越前勝山藩、美作勝山藩と区別するため加知山藩に改称）の陣屋が置かれた。鋸南町の地名として現存している。

## 沿革
- 1889年（明治22年）4月1日 - 町村制の施行により加知山村、下佐久間村、岩井袋村、竜島村が合併し、平郡勝山村が成立。
- 1896年（明治29年）1月20日 - 町制を施行し勝山町（初代）となる。
- 1897年（明治30年）4月1日 - 平郡が安房郡に編入。
- 1917年（大正6年）8月1日 - 木更津線（現内房線）浜金谷駅 - 安房勝山駅間の延伸開業にともない安房勝山駅が開業。
- 1955年（昭和30年）3月10日 - 佐久間村と合併し、改めて勝山町（2代目）を新設。
- 1959年（昭和34年）3月30日 - 保田町と合併し鋸南町を新設。同日勝山町廃止。

## 交通

### 鉄道
- 国鉄（現JR東日本）
  - 房総西線（現内房線） - 安房勝山駅

### 道路
- 国道127号